# La Confusion des sentiments (téléfilm)
Pour les articles homonymes, voir La Confusion des sentiments (homonymie).

La Confusion des sentiments est l'adaptation télévisuelle de la nouvelle La Confusion des  sentiments de Stefan Zweig sur l'homosexualité latente d'un professeur d'université (Michel Piccoli) qui tombe amoureux du jeune et beau Roland (Pierre Malet).

## Fiche technique
- Réalisation : Étienne Périer
- Scénario : Dominique Fabre, Étienne Périer
- Producteur : Christine Gouze-Rénal
- Pays :  France
- Date de diffusion : 10 juin 1981 sur FR3

## Distribution
- Michel Piccoli : le professeur
- Pierre Malet : Roland
- Gila von Weitershausen : Anna
- Heinz Weiss : M. Keller
- Andreas von Studnitz : Frédéric
- Richard Lauffen : le professeur d'égyptologie
- Käte Jaenicke : la logeuse
- Emily Reuer : la prostituée